# 오마에다역
오마에다역(일본어: 小前田駅, おまえだえき)은 일본 사이타마현 후카야시에 있는 지치부 철도 지치부 본선의 역이다.

## 역 구조
혼합식 승강장 2면 3선의 지상역으로 업무 위탁역이다.(관리역: 요리이역)
역무원 근무 시간은 평일 7:00 ~ 20:00, 주말은 7:00 ~ 19:00이다.

### 승강장
| 1 | ■ 지치부 선 | 요리이・나가토로・지치부・미쓰미네구치 방면 |
| 2 | ■ 지치부 선 | 구마가야・교다시・하뉴 방면                 |

## 역 주변
- 후카야 시청 하나조노 종합 지소(옛, 하나조노 정사무소)
- 요리이 경찰서 오마에다 주재소
- 후카야 시 하나조노 공민관
- 하나조노 어린이 정보 교류 도서관
- 후카야 시립 하나조노 중학교
- 후카야 시립 하나조노 초등학교
- 하나조노 우체국
- 국도 제140호선
- 하나조노 포레스트
- 후카야 시 하나조노 문화 회관 아도니스
- 미쓰비시 전기 홈 기기 본사

## 역사
- 1901년 10월 7일: 영업 개시.

## 사진

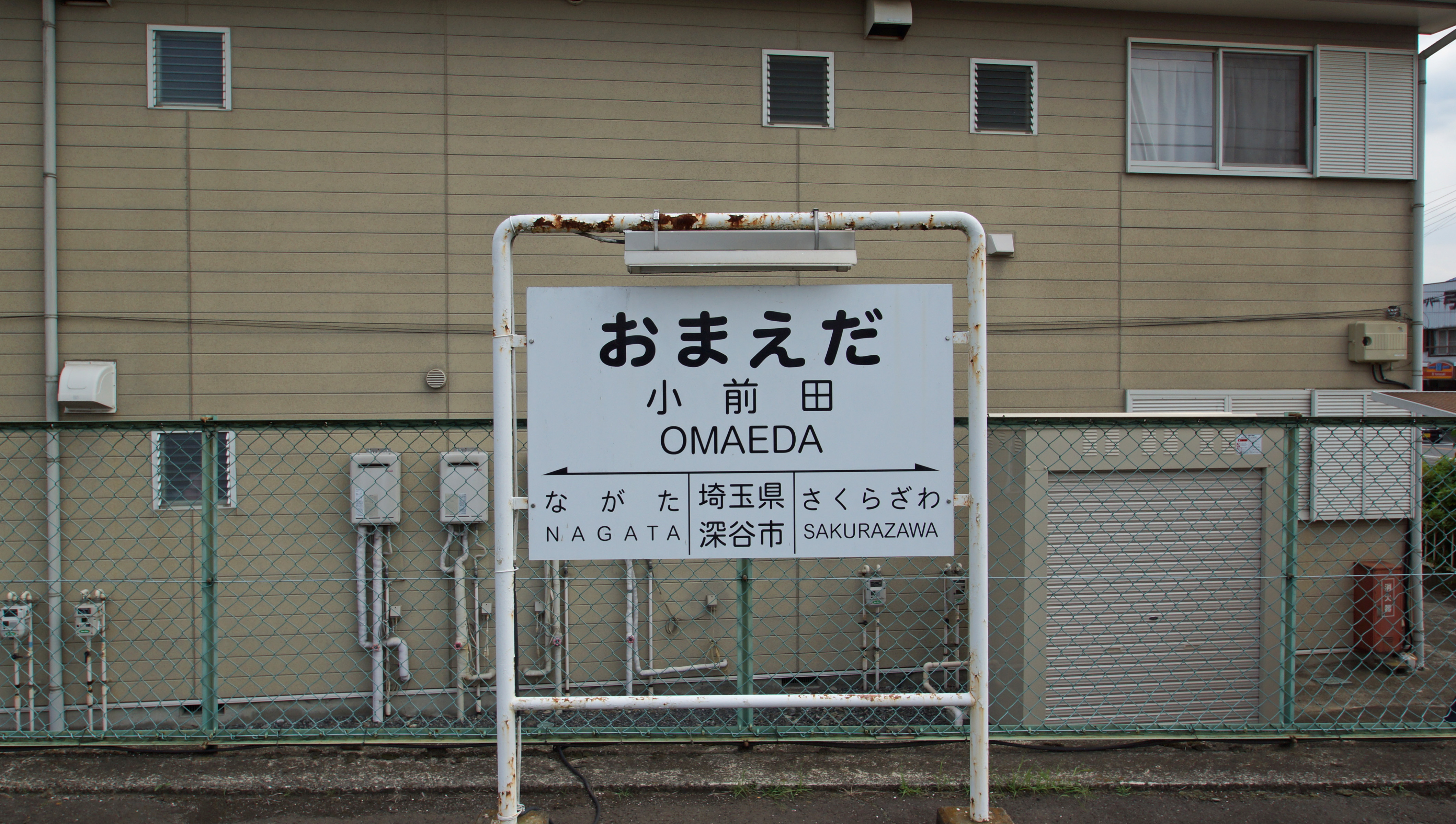
역명판

## 인접역
| 지치부 철도 ■ 지치부 본선 | 지치부 철도 ■ 지치부 본선 | 지치부 철도 ■ 지치부 본선    |
| ------------------------- | ------------------------- | ---------------------------- |
| 후카야하나조노 하뉴 방면  | 보통                      | 사쿠라자와 미쓰미네구치 방면 |